# Nikolai Olimpijewitsch Grizenko
Nikolai Grizenko (russisch Николай Олимпиевич Гриценко; * 24. Juli 1912 in Jassynuwata, Russisches Kaiserreich (heute: Ukraine); † 8. Dezember 1979 in Moskau, Sowjetunion) war ein sowjetischer Film- und Theaterschauspieler.

## Leben und Werk
Nikolai Grizenko wurde 1912 in der Stadt Jassynuwata in der heutigen Ukraine geboren. 1931 beendete er sein Studium an der Dnepropetrowsker Fachschule, arbeitete in der Folgezeit in diversen Städten, als er eine Anstellung in der technischen Abteilung eines Hüttenwerks in Makijiwka erhielt. Dort kam er in Kontakt mit dem Theater und ließ sich an der hiesigen Theaterfakultät zum Darsteller ausbilden. 1934 besuchte er die Schauspielschule in Kiew, zwei Jahre später die Theaterschule der Roten Armee, bis er 1940 seine Ausbildung an der Schtschukin-Theaterhochschule beendete. Anschließend wurde er Mitglied des Ensembles des Moskauer Wachtangow-Theaters, dem er bis zu seinem Tod angehörte. Er avancierte zu einem renommierten Charakterdarsteller am Theater und später auch im Film, wo er 1942 in Juli Raismans Literaturadaption von Vladimir Nabokovs Maschenka debütierte.
Zu seinen bekanntesten Filmen zählt die Alexei-Tolstoi-Trilogie Der Leidensweg und der Film Anna Karenina nach Leo Tolstoi. Seine letzte Rolle spielte er 1978 in der sowjetischen Literaturverfilmung Vater Sergej, als er an einer schweren Krankheit und dem Verlust des Gedächtnisses leidend die Dreharbeiten nur mühselig beenden konnte.
Er war der ältere Bruder der Schauspielerin Lilija Grizenko (1917–1989).

## Filmografie
- 1942: Maschenka (Машенька)
- 1946: Liebe siegt (Старинный водевиль)
- 1953: Feindlicher Wirbelwind (Вихри враждебные/Wichri wraschdebnyje)
- 1954: Marinas Schicksal (Судьба Марины)
- 1954: Das schwedische Zündholz (Шведская спичка)
- 1954: Eine große Familie (Большая семья, Bolschaja semja)
- 1958: Das Jahr Achtzehn (Восемнадцатый год)
- 1958: Die Schwestern (Сестры)
- 1959: Trüber Morgen (Хмурое утро)
- 1966: Die Rechnung geht nicht auf (Человек без паспорта)
- 1967: Anna Karenina (Анна Каренина)
- 1973: Talente und Verehrer (Таланты и поклонники)
- 1973: Sannikow-Land (Земля Санникова)
- 1973: Siebzehn Augenblicke des Frühlings (Семнадцать мгновений весны)
- 1976: Leben und Tod des Ferdinand Luce (Жизнь и смерть Фердинанда Люса)
- 1976: Der schwarze Prinz (Черный принц)
- 1978: Vater Sergej (Отецъ Сергій)

## Auszeichnungen
- 1951: Stalinpreis für die Teilnahme am Film Ritter des goldenen Sterns
- 1955: Darstellerpreis der Filmfestspiele von Cannes für Eine große Familie (gemeinsam mit dem übrigen Schauspielensemble)
- 1964: Volkskünstler der UdSSR
- Staatspreisträger der Russischen SFSR